# Gwendoline Daudet
Gwendoline Daudet (* 28. November 1998 in Nogent-sur-Marne) ist eine französische Shorttrackerin.

## Werdegang
Daudet startete international erstmals bei den Juniorenweltmeisterschaften 2016 in Sofia und wurde dabei Achte mit der Staffel. Ihr Debüt im Weltcup hatte sie im Februar 2017 in Dresden und errang dabei den 37. Platz über 1500 m und den 32. Platz über 500 m. Bei den Europameisterschaften 2017 in Turin kam sie auf den fünften Platz mit der Staffel. Im folgenden Jahr gewann sie bei den Europameisterschaften in Dresden die Bronzemedaille mit der Staffel und belegte bei den Juniorenweltmeisterschaften in Tomaszów Mazowiecki den 40. Platz im Mehrkampf. Bei den Europameisterschaften 2019 in Dordrecht wurde sie Vierte mit der Staffel und bei den Europameisterschaften 2020 in Debrecen Siebte mit der Staffel. In der Saison 2020/21 holte sie bei den Europameisterschaften 2021 in Danzig mit der Staffel die Goldmedaille und bei den Weltmeisterschaften 2021 in Dordrecht mit der Staffel die Silbermedaille.

## Persönliche Bestzeiten
- 500 m      44,727 s (aufgestellt am 1. November 2019 in Salt Lake City)
- 1000 m    1:29,906 min. (aufgestellt am 10. Februar 2024 in Dresden)
- 1500 m    2:23,607 min. (aufgestellt am 16. Februar 2022 in Peking)